# Lily on the beach
Lily on the beach is een studioalbum van Tangerine Dream. Na een korte periode geëxperimenteerd te hebben met derde lid Ralf Wadephul, is deze na een album alweer verdwenen. Het album dat gedurende twee maanden is opgenomen in Berlijn en Wenen (Eastgate Studio), laat voor het eerst Jerome Froese (19-jarige zoon van Edgar en Monica) horen ditmaal op gitaar. Ook voor het eerste het geluid van saxofoon op een TD-album. Het motto van het album is verwoord in een gedicht van T.Dream:
- Lily got in from somewhere
- Stayed in the house for a lifetime
- And dissappeared suddenly
- Through the west window-
- Why wouldn’t she go through the east?
- She didn’t know
- Here a cup of coffee
- And
- Relax!

## Musici
- Edgar Froese – synthesizers, elektrische gitaar, slagwerk
- Paul Haslinger – synthesizers, ritmegitaar, stick, slagwerk
- Jerome Froese – gitaar op Radio city
- Hubert Waldner – sopraansaxofoon /dwarsfluit op Long Island sunset

## Muziek
Allen door Edgar Froese en Paul Haslinger:

| Nr. | Titel                     | Duur |
| --- | ------------------------- | ---- |
| 1.  | Too hot for my chinchilla | 3:51 |
| 2.  | Lily on the beach         | 4:16 |
| 3.  | Alaskan summer            | 3:33 |
| 4.  | Desert drive              | 3:47 |
| 5.  | Mount Shasta              | 4:26 |
| 6.  | Crystal curfew            | 4:57 |
| 7.  | Paradise cove             | 3:45 |
| 8.  | Twenty-nine palms         | 3:19 |
| 9.  | Valley of the kings       | 5:05 |
| 10. | Radio city                | 4:04 |
| 11. | Blue mango Cafe           | 4:12 |
| 12. | Gecko                     | 3:33 |
| 13. | Long Island sunset        | 7:11 |

Het originele labum verscheen in 1997 als bijlage bij Il meglio della musica new age, uitgave nummer 11. Het blad (beste van new agemuziek) besprak in die uitgave artiesten met F als initiaal. Er werd verwezen naar Froese en Christopher Franke. Franke maakt toen al geen deel meer uit van TD en Lily on th beach bevat nauwelijks new agemuziek.   
Het album werd in 2002 opnieuw opgenomen voor opname in de box The Melrose Years. In 2009 verscheen die laatste opname als losse compact disc.
CD1: Optical race ·
CD2: Lily on the beach ·
CD3: Melrose